# حسين النجاده
حسين النجادة هو لاعب كرة قدم كويتي. يلعب كحارس مرمى مع نادي اليرموك الرياضي منذ موسم 2007-08.